# 연구성과실용화진흥원
연구성과실용화진흥원(硏究成果實用化振興院, Commercializations Promotion Agency for R&D Outcomes)은 기초·원천 R&D 사업의 연구성과물이 사장되지 않고 기술이전 및 사업화, 창업 등으로 거듭날 수 있도록 다리 역할을 수행하기 위하여 설립된 기술사업화 전문기관 성격의 재단법인이다. 서울특별시 서초구 바우뫼로27길 2 일동제약빌딩 3층에 있다.

## 주요 업무
- 기업수요와 연구성과 분석을 통해 사업화 유망기술 발굴
- 전문 컨설팅, 업그레이드 R&D, 기술보증기금 사업화 자금지원 연계 등 패키지 지원

## 연혁
- 2007년 7월 31일 프론티어연구성과지원센터 구축방안 수립
- 2007년 10월 5일 송지용 센터장 취임
- 2007년 12월 12일 프론티어연구성과지원센터 개소 (경기도 안양시 동안구 평촌)
- 2008년 10월 14일 센터 이전 (서울특별시 종로구 수송동)
- 2011년 12월 1일 최건모 센터장 취임
- 2012년 10월 10일 센터 이전 (서울특별시 종로구 관훈동)
- 2012년 12월 31일 재단법인 연구개발성과지원센터 설립
- 2013년 1월 28일 재단법인 연구개발성과지원센터 창립이사회 개최
- 2013년 7월 8일 강훈 센터장 취임
- 2014년 4월 18일 센터 이전 (서울특별시 서초구 양재동)
- 2014년 4월 21일 연구성과실용화진흥원으로 개편
- 2016년 11월 8월 조용범 원장 취임
- 2019년 1월 22일 배정회 원장 취임
- 2022년 1월 7일 김봉수 원장 취임
- 2023년 1월 1일 과학기술사업화진흥원으로 개편

## 조직

### 이사회
- 감사

#### 연구성과실용화진흥원장
- 자문위원회
- 사업추진위원회

##### 본부장
- 경영관리팀
- 실용화전략팀
- 유망기술발굴팀
- BM개발팀
- 생명환경기굴사업화팀
- 나노기술사업화팀

## 같이 보기
- 한국산업기술진흥협회